# 11675 Billboyle
11675 Billboyle è un asteroide della fascia principale. Scoperto nel 1998, presenta un'orbita caratterizzata da un semiasse maggiore pari a 2,3048903 UA e da un'eccentricità di 0,1608875, inclinata di 2,04052° rispetto all'eclittica.